# Michael Elias
Michael Jan Cornelis Elias (Den Haag, 14 juli 1948) is een Nederlandse taalkundige en auteur.

## Biografie
Michael Elias is de zoon van journalist Ton Elias (1921-80) en Jeanne Roefs (1923-2008). Hij studeerde na zijn gymnasium-a Nederlandse Taal- en Letterkunde in Leiden en Algemene Taalwetenschap aan de UvA. In 1998 promoveerde hij in Utrecht bij antropologie op raadselverhalen.
Tien jaar werkte hij als leraar Nederlands in het middelbaar en hoger beroepsonderwijs en was hij docent sociolinguïstiek aan de VU; daarna werkte hij dertig jaar zelfstandig met taalpraktijk Lexis.
Hij publiceerde over plat-Haags, taalvariatie, taboe in taal en andere sociolinguïstische onderwerpen, veelal in relatie tot de mimetische theorie van de Frans-Amerikaanse denker René Girard. Hij verdiepte zich in judaica en was bestuurslid van Nes Ammim, een "dialoogdorp" in Galilea.

## Persoonlijk
Elias verbleef van 1979-83 in psychiatrische ziekenhuizen, wat de inspiratie vormde voor zijn veertig jaar later verschenen roman Hanesteen (2020). Sinds 1986 is hij getrouwd met Gonny Smeets.

## Publicaties (selectie)
- Plat-Haags (Amsterdam, 1977).
- Taboe in taal (Utrecht, 1992).
- Rechterraadsels of de twee gezichten van de zondebok (dissertatie Universiteit Utrecht, 1998).
- Taalverschillen (met Piet van Reenen) (Bussum, 1998).
- Haags (i.s.m. Ton Goeman) (Den Haag, 2002).
- Rond de crisis (met André Lascaris, red.) (Almere, 2011).
- Van rozenkassen tot dialoog. 50 jaar Nes Ammim (met Simon Schoon, red.) (Gorinchem, 2013).
- Hanesteen (Leiden, 2020).